# Muckendorf-Wipfing
Muckendorf-Wipfing osztrák község Alsó-Ausztria Tullni járásában. 2022 januárjában 1701 lakosa volt. 

## Elhelyezkedése

Muckendorf-Wipfing a Tullni járásban

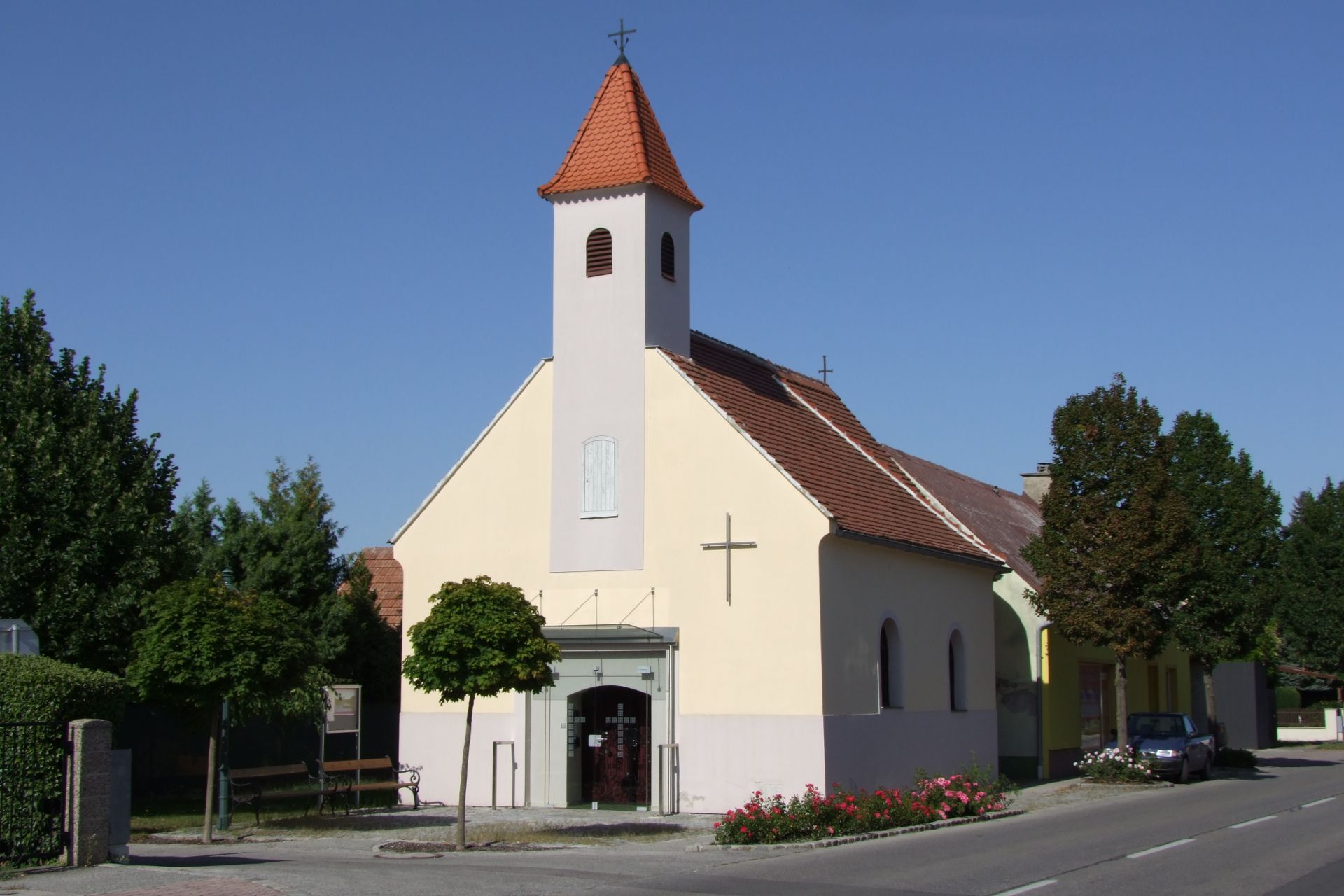
Muckendorf kápolnája

Muckendorf-Wipfing a tartomány Mostviertel régiójában fekszik a Tullni-medencében, a Duna jobb partján. Területének 21,3%-a erdő, 44% áll mezőgazdasági művelés alatt. Az önkormányzat két települést egyesít: Muckendorf an der Donau (1228 lakos 2022-ben) és Wipfing (473 lakos).
A környező önkormányzatok: keletre Zeiselmauer-Wolfpassing, délre Königstetten, nyugatra Tulln an der Donau, északra Hausleiten.

## Története
Muckendorf és Wipfing községeket 1972-ben Zeiselmauer-Wolfpassing nagyközséghez csatolták, 1998-ban viszont a két település Muckendorf-Wipfing néven különvált.  

## Lakosság
A muckendorf-wipfingi önkormányzat területén 2022 januárjában 1701 fő élt. A lakosságszám 1951 óta gyarapodó tendenciát mutat. 2020-ban az ittlakók 92,5%-a volt osztrák állampolgár; a külföldiek közül 1,8% a régi (2004 előtti), 2,5% az új EU-tagállamokból érkezett. 1,8% az egykori Jugoszlávia (Szlovénia és Horvátország nélkül) vagy Törökország, 1,4% egyéb országok polgára volt. 2001-ben a lakosok 76,5%-a római katolikusnak, 3,9% evangélikusnak, 1,4% ortodoxnak, 16,9% pedig felekezeten kívülinek vallotta magát. Ugyanekkor a legnagyobb nemzetiségi csoportot a németek (94,9%) mellett a horvátok alkották 1%-kal.
A népesség változása:

| 2016 | 1 442 |
| 2018 | 1 573 |

## Látnivalók
- a Weinwartshof udvarháza
- Muckendorf kápolnája
- Wipfing kápolnája

## Fordítás
- Ez a szócikk részben vagy egészben  a   Muckendorf-Wipfing című német Wikipédia-szócikk ezen változatának fordításán alapul.  Az eredeti cikk szerkesztőit annak laptörténete sorolja fel. Ez a jelzés csupán a megfogalmazás eredetét és a szerzői jogokat jelzi, nem szolgál a cikkben szereplő információk forrásmegjelöléseként.